# Giancarlo Ghironzi
Giancarlo Ghironzi (Città di San Marino, 25 febbraio 1932 – Città di San Marino, 14 marzo 2020) è stato un politico e medico sammarinese, per ben due volte Capitano Reggente di San Marino dal 1 aprile 1961 al 1 ottobre 1961 e dal 1 ottobre 1969 al 1 aprile 1970.
Ghironzi è stato membro del Partito Democratico Cristiano Sammarinese (PDCS), dal 1959 al 1964 e dal 1969 al 1988 venne nominato membro del Consiglio Grande e Generale, il parlamento monocamerale di San Marino. È stato inoltra eletto Segretario di Stato per le finanze e il bilancio dal 1969 al 1972.
È morto il 14 marzo 2020 dopo che una lunga malattia lo colpì.